# I Got You (Bebe Rexha)
I Got You is een nummer van de Amerikaanse zangeres Bebe Rexha uit 2016. Het is de enige single van haar tweede ep Ain't Your Fault: Pt. 1.
Het nummer werd een klein hitje in diverse landen. In de Amerikaanse Billboard Hot 100 haalde het een bescheiden 43e positie. In Nederland haalde het de 8e positie in de Tipparade, en in Vlaanderen de 14e positie in de Tipparade.